# NGC 6810
NGC 6810 é uma galáxia espiral (Sab) localizada na direcção da constelação de Pavo. Possui uma declinação de -58° 39' 22" e uma ascensão recta de 19 horas, 43 minutos e 34,3 segundos.
A galáxia NGC 6810 foi descoberta em 10 de Julho de 1834 por John Herschel.